# شركة قلين إل مارتن
شركة غلين إل مارتن (بالإنجليزية: Glenn L. Martin Company)‏ هي شركة أمريكية سابقة لصناعة الطائرات والمنتجات الفضائية، أسسها رائد الطيران غلين إل مارتن في عام 1912. ويقع مقرها في سانتا أنا، كاليفورنيا. أنتجت الشركة العديد من طائرات مارتن الهامة والتي استخدمت للدفاع عن الولايات المتحدة وحلفائها، وخصوصا خلال الحرب العالمية الثانية والحرب الباردة. وخلال الخمسينات والستينات من القرن العشرين انتقلت شركة مارتن تدريجيا من صناعة الطائرات إلى الصواريخ الموجهة واستكشاف الفضاء والصناعات المتعلقة بالفضاء الخارجي.
في عام 1961، اندمجت شركة مارتن مع شركة أمريكية ماريتا، والرمال والحصى الكبيرة التعدين الشركة، لتشكيل شركة مارتن ماريتا . ثم، في عام 1995، اندمجت مع مارتن ماريتا مع عملاق الطيران لوكهيد لتشكيل شركة لوكهيد مارتن كوربوريشن .

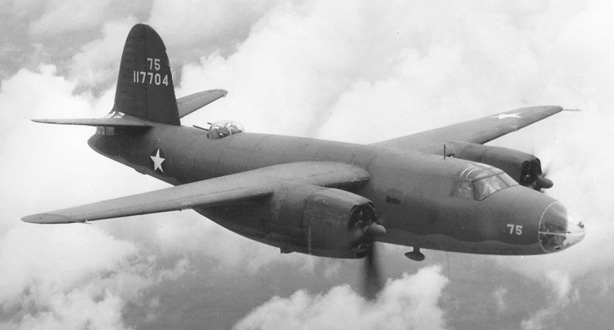
قاذفة القنابل مارتن بي-26 ماراودر,التي أنتجتها مارتن خلال الحرب العالمية الثانية.

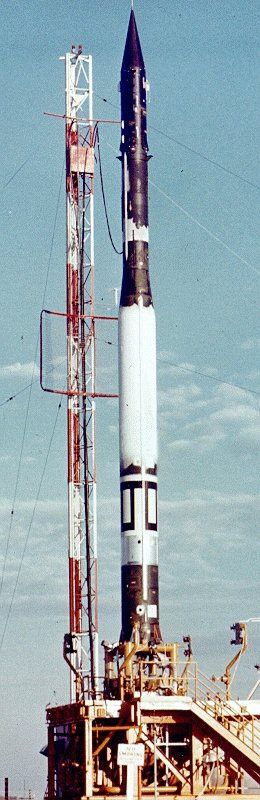
صاروخ فان قارد، الذي تم تصميمه وبناؤه من قبل مارتن لصالح مشروع فان قارد، يستعد لإطلاق فان قارد 1